# 백인 추장
백인 추장(Lo Sceicco Bianco, The White Sheik)은 이탈리아에서 제작된 페데리코 펠리니 감독의 1952년 코미디, 멜로/로맨스 영화이다. 알베르토 소르디 등이 주연으로 출연하였고 루이지 로브레 등이 제작에 참여하였다.

## 출연

### 주연
- 알베르토 소르디
- 브루넬라 보보

### 조연
- 레오폴도 트리에스테
- 줄리에타 마시나
- 릴리아 랜디